# Eupithecia latipennis
Eupithecia latipennis là một loài bướm đêm trong họ Geometridae.